# Иван Всеволодович (князь холмский)
Иван Всеволодович (умер 27 марта 1402) — князь холмский (Тверской земли), сын Всеволода Александровича, вступил в обладание уделом, совместно со своим старшим братом, Юрием в 1364 году после смерти отца.
По некоторым сказаниям, участвовал в Куликовской битве.
Лицевой летописный свод за 1396 год называет его очевидно первую жену, говоря о её смерти: «В ту же зиму преставилась
княгиня Ивана Всеволодовича Тверского, дочь великого князя Бориса Константиновича Нижегородского, и положена была в церкви святого Спаса в Твери».
В 1397 году уехал в Москву, где женился на сестре великого князя Московского Василия I, Анастасии Дмитриевне, и получил Торжок, а в следующем году великий князь послал его на княжение во Псков, где он прожил только 4 месяца.
После смерти великого князя тверского Михаила Александровича Иван в 1400 году вернулся в Тверь, помирился с новым великим князем Тверским Иваном Михайловичем и получил обратно свою часть Холмского удела. Вскоре после примирения, на Пасху 1402 года, Иван Всеволодович скончался, приняв перед смертью схиму под именем Игнатия.
Поскольку он был бездетным, свою часть Холмского удела завещал сыну Ивана Михайловича Тверского княжичу Александру.